# Adlet
De Adlet zijn monsters in de Inuitmythologie van Groenland en de kusten van Labrador en de Hudsonbaai. De Adlet is een mens-hond, het onderste deel van zijn lichaam is als dat van een hond, het bovenste deel als van een mens. Ze zijn ontstaan nadat een vrouw die niet trouwde omdat ze alle huwelijkskandidaten afwees, ten slotte met een hond trouwde. Ze kreeg tien kinderen, vijf ervan waren hond en vijf waren Adlet. Deze zijn agressief en kunnen snel lopen, maar hun ontmoetingen met de mens eindigen gewoonlijk in een overwinning voor de mens.
In de traditie van de Inuit worden ze vaak beschouwd als in conflict met mensen te zijn, ze zijn ook groter dan mensen. In enkele verhalen worden ze aangeduid als kannibalen. Inuit uit Labrador gebruiken de term Adlet, ten westen van de Hudsonbaai gebruikt men het woord Erqigdlit. Door de Labrador en Hudsonbaai-Inuit worden de inheemse Amerikaanse indianenstammen als Adlet beschouwd; Inuit uit Groenland en Baffineiland, die geen buurvolken kenden, gebruiken de naam om de mens-hond schepsels mee aan te duiden.
Etymologisch zou de term Adlet kunnen betekenen: "onder", of "degenen hieronder." Een andere uitleg is dat het woord komt van de stam agdlak, of "gestreept" duidend op Amerikaanse indianen die op hun gezicht kleurstrepen aanbrengen.